# 布托讷河畔韦尔努
布托訥河畔韦尔努（法語：Vernoux-sur-Boutonne，法語發音：[vɛʁnu syʁ butɔn]）是法国德塞夫勒省的一个市镇，属于尼奥尔区。

## 地理
布托讷河畔韦尔努（46°9'39"N, 0°14'42"W）面积8.12 平方千米，位于法国新阿基坦大区德塞夫勒省，该省份为法国西部内陆省份，北起曼恩-卢瓦尔省，西接旺代省，南至夏朗德省和滨海夏朗德省，东临维埃纳省。
与布托讷河畔韦尔努接壤的市镇（或旧市镇、城区）包括：布托讷河畔布里尤、佩里涅、贝勒河畔瑟孔迪涅、塞利涅。

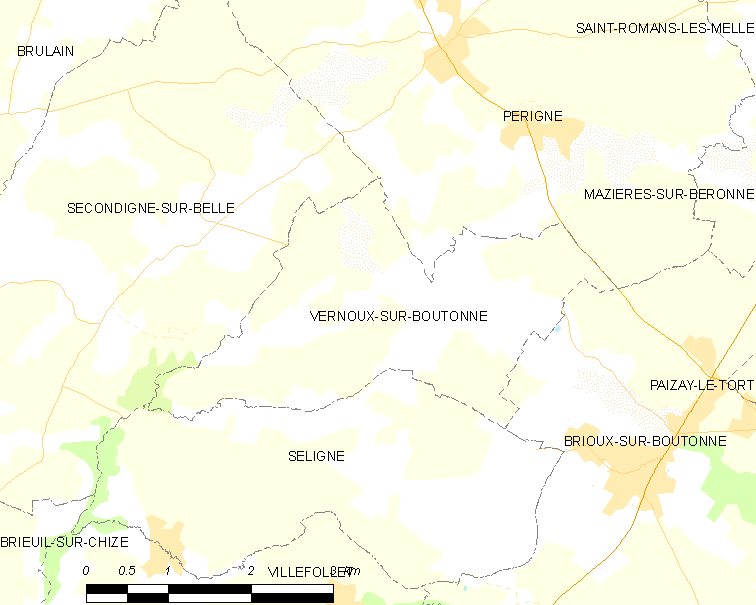
布托讷河畔韦尔努的OSM定位图

布托讷河畔韦尔努的时区为UTC+01:00、UTC+02:00（夏令时）。

## 行政
布托讷河畔韦尔努的邮政编码为79170，INSEE市镇编码为79343。

## 政治
布托讷河畔韦尔努所属的省级选区为米尼翁-布托讷县。

## 人口

1962-2008年间布托讷河畔韦尔努人口变化图示

布托讷河畔韦尔努于2022年1月1日时的人口数量为237人。